# Mazerolles (Landy)
Mazerolles – miejscowość i gmina we Francji, w regionie Nowa Akwitania, w departamencie Landy.
Według danych na rok 1990 gminę zamieszkiwało 481 osób, a gęstość zaludnienia wynosiła 30 osób/km² (wśród 2290 gmin Akwitanii Mazerolles plasuje się na 725. miejscu pod względem liczby ludności, natomiast pod względem powierzchni na miejscu 702.).